# Gamín (película)
Gamín es una película documental colombiana de 1977 dirigida y escrita por Ciro Durán.

## Descripción
Narrado por Carlos Muñoz, se trata de un documental sobre el tema de la vida de los "gamines", una palabra que se refiere a los niños de la calle en Colombia, que han roto todos los lazos familiares y se han reagrupado a diario para sobrevivir en las calles de la ciudad. La película ilustra con impactantes imágenes la falta de vivienda y las duras condiciones de vida de estos niños supervivientes que duermen en las calles de Bogotá y deben robar comida y vender cartón para sobrevivir.